# Celestino Galiani
Celestino Galiani (San Giovanni Rotondo, 28 ottobre 1681 – Napoli, 26 luglio 1753) è stato un arcivescovo cattolico ed erudito italiano, zio ed educatore dell'economista Ferdinando Galiani. Fu cappellano maggiore del Regno di Napoli dal 1732 al 1753.

## Biografia
Nato nel 1681 a San Giovanni Rotondo, compiuti gli studi iniziali a Foggia, Galiani nel 1697 entrò nella Congregazione dei celestini, mutando in Celestino l'originario nome di Nicola.
Per la sua buona propensione agli studi, i superiori dell'Ordine lo inviarono, nel 1701, come studente al monastero romano di Sant'Eusebio ove ebbe modo, in due trienni successivi, di conoscere le nuove idee scientifiche moderne formulate da Galilei, Cartesio, Newton e l'empirismo del filosofo britannico John Locke.
Nel 1731 fu nominato arcivescovo di Taranto e, alla fine dello stesso anno, in sostituzione dell'anziano Diego Vincenzo Vidania, Galiani divenne cappellano maggiore del Regno di Napoli, e prefetto dei Regi Studi con piena autorità su docenti e studenti dell'Università napoletana. Agli inizi del 1732, tornato nella città partenopea, assunse il nuovo incarico di cappellano con annessa la sede titolare di Tessalonica.
Dal 1732 si impegnò, pur tra varie resistenze, per realizzare una riforma degli studi universitari che aprisse l'ateneo napoletano all'influsso della nuova cultura europea. La riforma fu approvata, sia pure parzialmente, alla fine del 1735. Nello stesso anno, insieme a Bartolomeo Intieri e Nicola Cirillo, fondò un'Accademia delle scienze, che diresse sino al 1737, i cui principi fondatori si richiamavano esplicitamente alla filosofia di Locke.
Nel 1736 Galiani fu nominato plenipotenziaro del Regno di Napoli nelle trattative, concluse solo nel 1741, per il concordato tra Santa Sede e Borboni.
Nell'ultimo periodo della sua vita frequentò Giambattista Vico che, grazie al suo interessamento, aveva ottenuto la nomina a "storiografo regio", e s'impegnò nell'educazione dei nipoti Berardo e Ferdinando, destinato quest'ultimo a divenire il famoso letterato ed economista noto come l'abate Galiani. Morì a Napoli, a settantuno anni, nel 1753.
Galiani, ormai quasi dimenticato, fu considerato, nel periodo in cui visse, uno dei più valenti uomini di cultura. La gran parte dei suoi lavori rimase manoscritta, furono pubblicate solo alcune relazioni e qualche documento ufficiale.

## Genealogia episcopale
La genealogia episcopale è:
- Cardinale Scipione Rebiba
- Cardinale Giulio Antonio Santori
- Cardinale Girolamo Bernerio, O.P.
- Arcivescovo Galeazzo Sanvitale
- Cardinale Ludovico Ludovisi
- Cardinale Luigi Caetani
- Cardinale Ulderico Carpegna
- Cardinale Paluzzo Paluzzi Altieri degli Albertoni
- Cardinale Gaspare Carpegna
- Cardinale Fabrizio Paolucci
- Cardinale Antonio Felice Zondadari
- Arcivescovo Celestino Galiani, O.S.B.Coel.